# Dysphania regalis
Dysphania regalis là một loài bướm đêm trong họ Geometridae.